# 日光県
日光県（にっこうけん）は、1869年（明治2年）に下野国内の幕府領・旗本領を管轄するために明治政府によって設置された県。管轄地域は現在の栃木県に広く分布している。本項では前身の真岡知県事（もおかちけんじ）についても記す。

## 概要
戊辰戦争では宇都宮など関東内における戦役の舞台の1つとなり（宇都宮城の戦い）、1868年（慶応4年）6月、鍋島道太郎（佐賀藩士）が真岡知県事に任命され、8月には日光領が収公された。9月に入って鍋島知県事は旧日光奉行所に入り、1869年（明治2年）2月には日光県と改称し、日光に県庁を置いた。また、1870年（明治3年）には移封となった高徳藩、廃藩となった喜連川藩の領地も編入した。
1871年（明治4年）、廃藩置県後の第1次府県統合に伴い、下野国南部、上野国南東部の6県が栃木県に統合され、下野国北部の管轄区域に宇都宮県が設置されたことにより廃止された。なお、日光県知事であった鍋島は栃木県県令を引き続き務めている。

## 沿革
- 1868年（慶応4年）
  - 5月17日 - 佐賀藩兵の乱入で、真岡代官所が置かれた芳賀郡真岡町（現在の真岡市台町）にあった真岡陣屋が全焼。代官・山内源七郎が獄門となる。
  - 6月4日 - 佐賀藩士の鍋島道太郎が真岡知県事に就任。県庁は宇都宮城に設置。真岡代官所が管轄していた幕府領のほぼ全域と、下野国内の旗本領のほぼ全域を管轄。
  - 8月 - 日光奉行所が管轄する日光領を収公。
  - 8月19日 - 県庁を都賀郡石橋宿（現在の下野市）に移転。
- 1869年（明治2年）2月15日 - 県庁を都賀郡日光町（現在の日光市安川町10-24）の旧日光奉行所に移転し、日光県に改称。（この際、真岡知県事を廃し、真岡知県事の管轄領と併せて日光県とした。）
- 1870年（明治3年）
  - 3月19日 - 移封となった高徳藩の領地を編入。
  - 7月17日 - 廃藩となった喜連川藩の領地を編入。
- 1871年（明治4年）
  - 11月14日 - 第1次府県統合により下野国南部の5県と上野国の館林県が統合して栃木県が成立。下野国北部は宇都宮県に統合。同日日光県廃止。

## 管轄地域
- 下野国
  - 都賀郡のうち - 248村（幕府領54村、旗本領168村、日光領37村、喜連川藩領13村、足利藩領7村、厳原藩領5村、館林藩領3村、高徳藩領1村）
  - 安蘇郡のうち - 40村（幕府領2村、旗本領34村、日光領1村、厳原藩領6村、高知新田藩領3村、館林藩領1村、前橋藩領1村）
  - 那須郡のうち - 126村（幕府領58村、旗本領80村）
  - 塩谷郡のうち - 78村（幕府領13村、旗本領32村、日光領13村、一橋徳川家領2村、高徳藩領8村、喜連川藩領5村、会津藩領6村）
  - 芳賀郡のうち - 146村（幕府領75村、旗本領92村、一橋徳川家領6村、喜連川藩領1村、結城藩領1村）
  - 河内郡のうち - 103村（幕府領46村、旗本領49村、日光領23村、高徳藩領5村）
  - 足利郡のうち - 29村（幕府領2村、旗本領28村、足利藩領1村）

なお相給が存在するため、村数の合計は一致しない。都賀郡・安蘇郡・足利郡は栃木県、那須郡・塩谷郡・芳賀郡・河内郡は宇都宮県に編入された。

## 歴代知事

### 真岡知県事
- 1868年（慶応4年）6月4日 - 1869年（明治2年）2月15日 ： 知事・鍋島貞幹（元佐賀藩士）

### 日光県
- 1869年（明治2年）2月15日 - 1869年（明治2年）7月20日 ： 知事 鍋島貞幹（前真岡知県事）
- 1869年（明治2年）7月20日 - 1871年（明治4年）5月17日 ： 権知事・鍋島貞幹（前日光県知事）
- 1871年（明治4年）5月17日 - 1871年（明治4年）11月13日 ： 知事・鍋島貞幹（前日光県権知事）